# Colibri de Buffon
Chalybura buffonii
Espèce
Statut de conservation UICN

 LC  : Préoccupation mineure
Statut CITES
Le Colibri de Buffon (Chalybura buffonii) est une espèce de colibri présente en Colombie, Équateur, Panama et Venezuela.

## Habitats
Ses habitats sont les forêts tropicales et subtropicales humides de basses et hautes altitudes ; les forêts sèches ; la végétation de broussailles. On la trouve aussi sur les sites d'anciennes forêts lourdement dégradées.

Carte de répartition de l'espèce

## Sous-espèces
D'après Alan P. Peterson, quatre sous-espèces ont été décrites :
- Chalybura buffonii aeneicauda Lawrence, 1865 ;
- Chalybura buffonii buffonii (Lesson, 1832) ;
- Chalybura buffonii caeruleogaster (Gould, 1847) ;
- Chalybura buffonii micans Bangs & Barbour 1922.